# McLean (Illinois)
Pour les articles homonymes, voir McLean.
McLean est un village du comté de McLean en Illinois.
Il a été fondé en 1855, et incorporé en 1866. La population est 830 habitants en 2010.
On y trouve le Dixie Travel Plaza (en), aniennement Dixie Trucker's Home, un des premiers établissements destinés aux voyageurs de la U.S. Route 66.